# Cis bimaculatus
Cis bimaculatus är en skalbaggsart som beskrevs av Sharp 1885. Cis bimaculatus ingår i släktet Cis och familjen trädsvampborrare. Inga underarter finns listade i Catalogue of Life.